# Villagonzay
Villagonzay (oficialmente en asturiano: Villagonzái) es una casería española de la parroquia de Sandamías, perteneciente al municipio de Pravia, en la comunidad autónoma de Asturias.

## Historia
Hacia mediados del siglo XIX, el lugar, por entonces perteneciente a la parroquia de Luerces del municipio de Pravia, tenía contabilizada una población de 35 habitantes. Aparece descrito en el decimosexto y último volumen del Diccionario geográfico-estadístico-histórico de España y sus posesiones de Ultramar de Pascual Madoz con las siguientes palabras:

VILLAGONZAY: l. en la prov. de Oviedo, ayunt. de Pravia y felig. de San Miguel de Luerces. sit. en el camino que va desde Pravia á Salas, en la vertiente meridional de la altura que desde el campo de Reigada sigue á unirse en cord. con la sierra de Sandamias, por la parte de arriba de Corias; su terreno es árido y poco fértil. prod.: maiz, habas, patatas y otros frutos. pobl.: 11 vec. y 35 almas.
(Madoz, 1850, p. 149)

En 2023, la entidad singular de población de Villagonzay, perteneciente a la parroquia de Sandamías, tenía empadronados 4 habitantes, todos ellos diseminados.